# Jan-Erik Lundquist
Jan-Erik Lundqvist (Stoccolma, 14 aprile 1937) è un ex tennista svedese.

## Carriera
È stato il miglior tennista svedese degli anni 60. Ha giocato 91 incontri in Coppa Davis dal 1957 sino al 1970. Ha raggiunto il suo best ranking nel 1964, secondo la classifica dei migliori giocatori dilettanti stilata dal giornalista di tennis del "Daily Telegraph" Lance Tingay collocandosi al n. 3 dopo Roy Emerson e Fred Stolle.
Ha rifiutato le offerte di Jack Kramer di passare al professionismo sia nel 1960 che nel 1965. Con la squadra svedese di Coppa Davis, ha raggiunto la finale interzone nel 1962 e nel 1964, cedendo rispettivamente al Messico e contro l'Australia. Con le sue 47 vittorie, è il singolarista di Coppa Davis di maggior successo che la Svezia abbia mai avuto.
Nel 1964 ha vinto gli Internazionali d’Italia. L’anno dopo fu premiato come miglior giocatore indoor al mondo per aver vinto i Campionati Indoor degli Stati Uniti, di Francia (1962, 1963, 1966), di Germania, e di Scandinavia(1960, 1963, 1967, 1970). Ha anche vinto i British Hard Court Championships nel 1965 e 1967, i Pacific Coast Championships (oggi SAP Open) nel 1962, i South American Outdoor Championships (oggi Argentina Open) nel 1962 e gli Internazionali di Svezia nel 1963.
Tra il 1958 e il 1965 ha partecipato sette volte agli Internazionali di Francia, sei volte al Torneo di Wimbledon, una volta agli Internazionali degli Stati Uniti e una agli Internazionali d’Australia. Nei tornei del Grande Slam ha raggiunto due volte le semifinali al Roland Garros (1961 e 1964), perdendo, in entrambi i casi da Nicola Pietrangeli.
Sulla terra battuta, ha sconfitto giocatori come Manuel Santana, Nicola Pietrangeli, Fred Stolle, Roy Emerson e Neale Fraser.

### Caratteristiche tecniche
Lundquist era noto per uno stile di gioco aggressivo e un’ottima prima di servizio. Riusciva a ribattere palle molto lontane dalla sua posizione, apparentemente irraggiungibili. Sapeva rispondere anche a colpi molto liftati.